# Lellingeria pendula
Lellingeria pendula är en stensöteväxtart som först beskrevs av Olof Peter Swartz, och fick sitt nu gällande namn av Alan Reid Smith och R. C. Moran. Lellingeria pendula ingår i släktet Lellingeria och familjen Polypodiaceae. Inga underarter finns listade.